# 러시아의 베이루트 점령

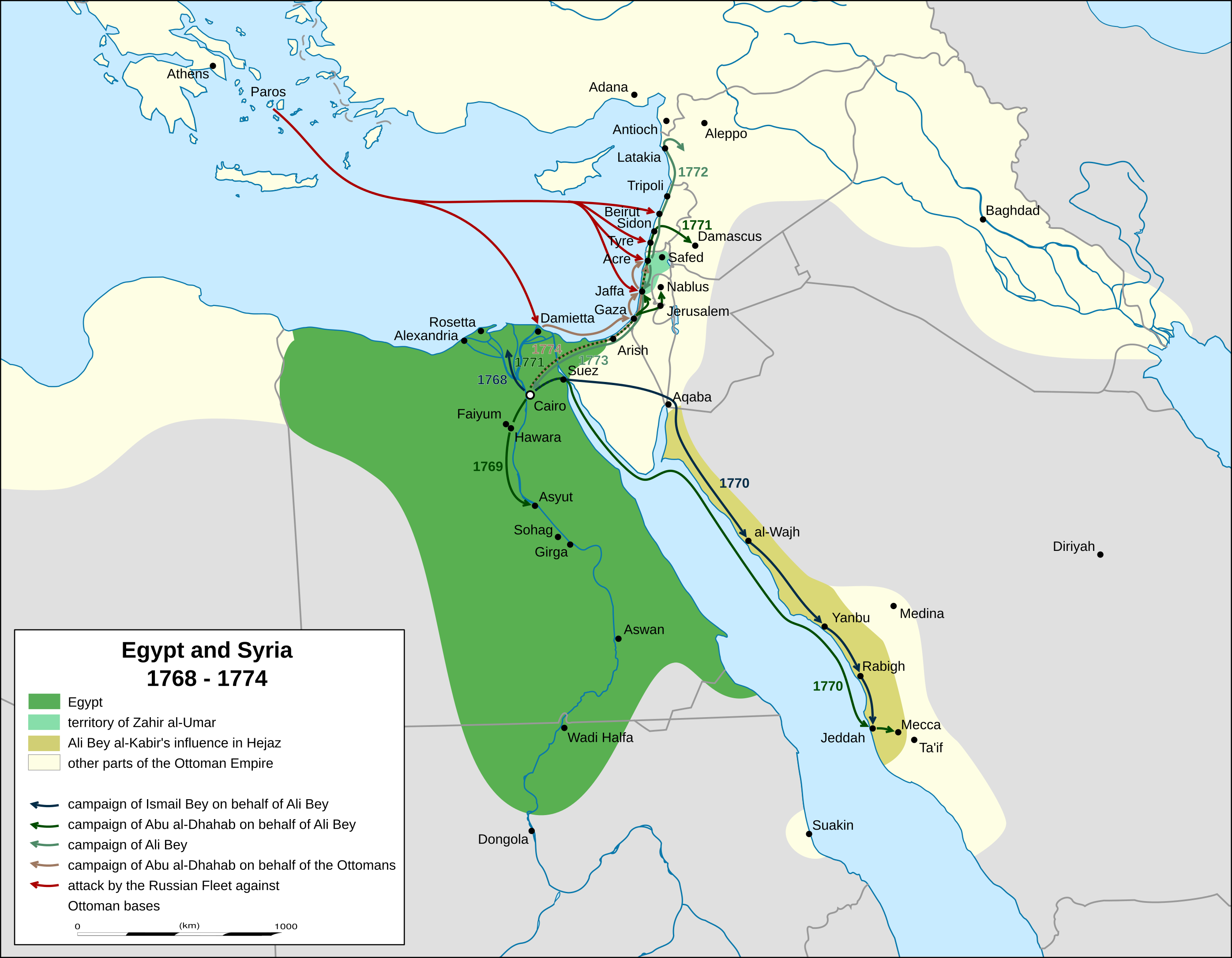
1768년과 1774년 사이 알리 베이와 자히르의 영토 범위와 현대 역사가인 Sauveur Lusignan의 설명을 기반으로 한 레반트 지역의 러시아 해군 이동

베이루트는 1768년~1774년 러시아-튀르크 전쟁 당시 러시아 제국 해군 지중해 함대에 의해 두 번 점령당했다. 첫 번째는 1772년 6월이고 두 번째는 1773년 10월부터 1774년 초까지 레반트 전역의 일환으로 점령당했다. 이 작전에서 러시아의 주요 목표는 오스만 제국에 공개적으로 반란을 일으킨 이집트의 자치 통치자 알리 베이 알카비르가 이끄는 지역군을 지원하는 것이었다.
예카테리나 2세가 이끄는 러시아는 유럽에서 오스만 제국을 압박하고 있었다. 알리는 러시아에 대한 제국의 관심을 이용해 이집트의 독립을 선언했다. 1771년 그는 무함마드 베이 아부 알-다하브가 이끄는 군대를 파견하여 레반트의 오스만 영토를 점령했다. 아부 알-다하브는 예상치 못하게 돌아와 알리에게 도전하여 이집트의 통치권을 다투었다. 알리는 자신의 라이벌과 오스만 제국에 대항하여 러시아에 군사적 지원을 요청했다. 이러한 지원군이 소규모 러시아 전대 형태로 이 지역에 도착했을 때, 알리는 이미 이집트를 떠나 동맹인 자히르 알 우마르의 권력 기반인 아크레 로 피난을 떠난 상태였다. 시돈 에서 오스만 제국의 공세를 물리치는 데 도움을 준 후, 러시아 함대는 베이루트로 항해했다. 그들은 1772년 6월에 마을을 포격하고 6월부터 점령했다. 23~28세.
알리는 아부 알-다하브로부터 이집트를 회복하기 위해 러시아에 추가 지원을 요청했다. 러시아는 얼마 전 오스만 제국과 휴전 협정을 맺어 해당 지역에 대한 개입이 제한되었다. 하지만 그들은 알리에게 대규모 함대를 약속했다. 참을성 없는 알리는 소규모 병력을 이끌고 이집트로 떠났지만, 카이로 근처에서 패배하고 감옥에 갇히게 되었으며 며칠 후에 사망했다. 1773년 6월 러시아 함대가 도착하여 알리의 운명을 알게 되었을 때, 함대 사령관은 자히르와 드루즈족 수장 유수프 시하브와 동맹을 맺었다. 후자는 시합의 반항적인 가신이자 최근에 도시의 주지사로 임명된 재즈르 파샤 로부터 베이루트를 해방시키는 대가로 러시아에게 조공을 바치기로 동의했다. 이 도시의 포격은 8월에 시작되었다. 2, 그리고 Jazzar는 2개월 후인 10월에 항복했다. 10. 수백 명의 알바니아 용병이 점령자로 남았다.
이 점령이 역사적으로 중요한지에 대해서는 논란의 여지가 있다. 그 짧은 기간에도 불구하고, 이는 250년 만에 처음으로 베이루트가 오스만 제국이 아닌 다른 세력에 의해 통치되었다는 것을 의미한다. 또한 이 사건은 러시아가 아랍 도시에 대한 통치를 처음으로 실시한 사건이기도 했다.

## 배경
18세기 초 이래로 오스트리아와 러시아가 오스만 북부 국경에 가한 압력은 오스만 시리아의 분산된 아랍 속주에서 지방 주지사들 사이에 불복종을 조장했다. 1768년 러시아 제국이 오스만 국경 근처에서 폴란드의 봉기를 진압하고 있을 때 코사크 연대가 일부 반군을 국경 너머로 추격하여 발타 마을에서 학살을 자행했다고 전해진다. 술탄은 결국 러시아에 전쟁을 선포함으로써 대응했다.그는 당시 오스만 이집트 에서 가장 강력한 공무원이었던 맘루크 인 알리 베이 에게 군사 지원을 요청했다. 알리는 전쟁의 흐름을 주의 깊게 관찰하여 1769년에 숭고한 포르테를 지원하기 위해 필요한 3,000명의 군인을 파견했다. 그러나 이듬해 초, 그는 주로 러시아와의 전쟁에 대응하여 이집트의 독립을 선언했다. 나중에 그는 팔레스타인 북부의 부유한 아랍 통치자, 자히르 알 우마르 와 동맹을 맺었다. 알리와 자히르는 이슬람 근본주의, 유럽에 대한 술탄의 고립주의 정책 및 궁정에 오스만 고위 인사를 강요하는 것에 반대하는 데 있어 공통점을 공유했다.

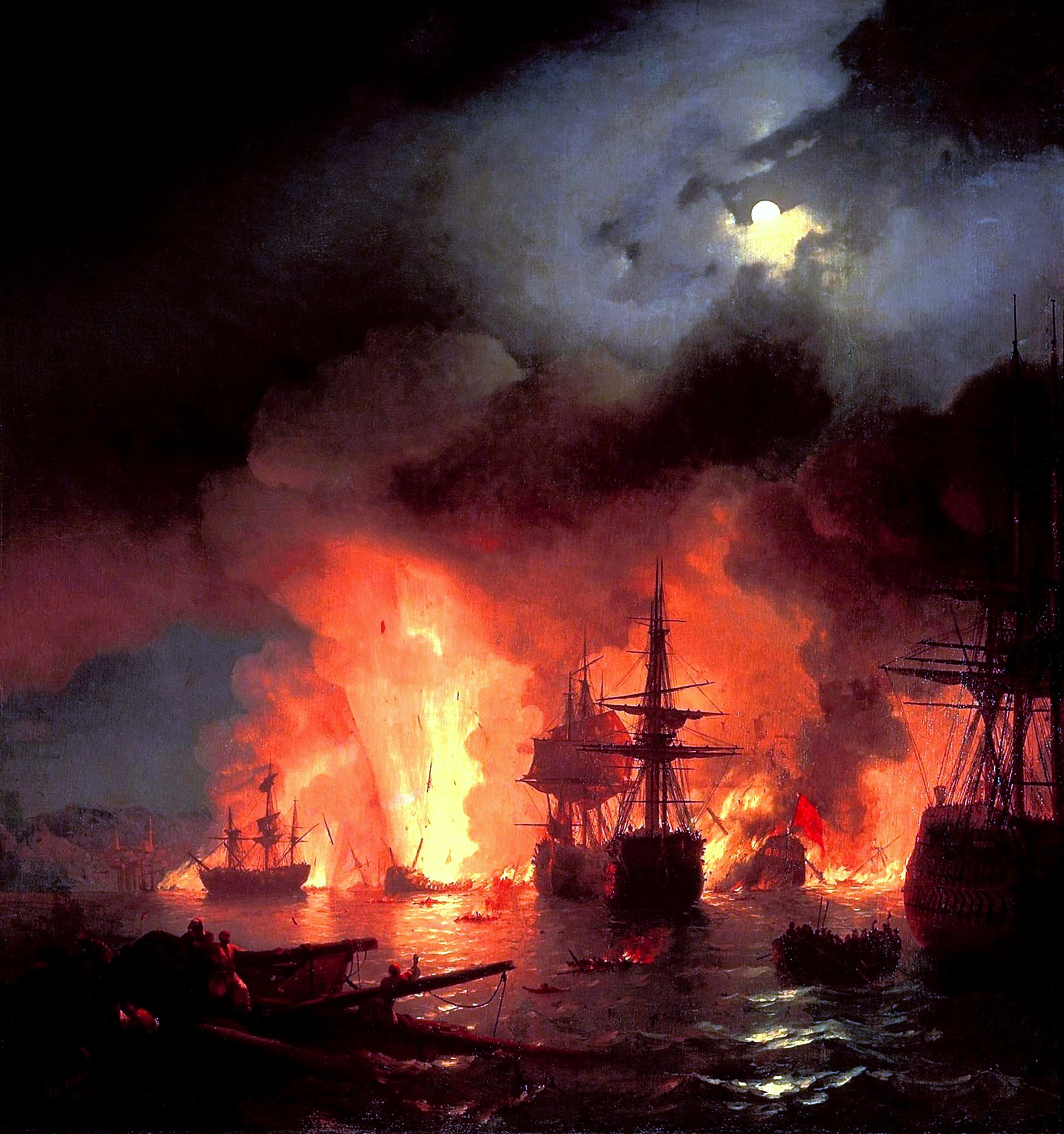
이반 아이바좁스키(Ivan Aivazovsky)의 야간 체슈메 전투 (1848년)

동시에 흑해에 조직된 러시아 함대가 없었던 예카테리나 2세는 알렉세이 그리고리예비치 오를로프 백작과 함께 발트 함대 에서 많은 수의 함선을 분리하여 지중해로 배치할 계획을 세웠다. 러시아는 그들이 후방에서 터키 해협을 공격할 것이라고 기대했고 에게해에 있는 해군의 존재가 그리스의 반란을 유발할 것이라고 생각했다. TOrlov가 이끌고 Grigory Spiridov 제독이 지휘하는 이 새로 구성된 지중해 함대 는 9월 코펜하겐 에서 항해를 시작했다. 1769년 23일. 3월까지 1770년 1월 1일, 최초의 분리대가 오를로프의 반란이 일어난 남부 모레아 앞에 정박했다. 그 후 몇 달 동안 이 지역의 여러 곳에서 포격과 군대 상륙이 이어졌다. 7월에 7. 체스마 전투 에서 터키 함대가 격파되었고, 이로 인해 오스만 해군은 무력화되었고 러시아가 전쟁이 끝날 때까지 지중해 해군을 장악 하게 되었다. 살아남은 터키 함선들은 다르다넬스 해협으로 후퇴했다. 해군 소장 존 엘핀스톤은 콘스탄티노플에 대한 직접 공격을 제안했지만 대신 오를로프의 설득을 받아 그의 함대 로 해협을 봉쇄하고 나머지 함대는 북부 에게해에서 공세에 나섰다.
러시아 연대기에서는 15세기부터 무슬림을 하가리우스파로 묘사해 왔다. 이는 그들이 시나이 반도 사막으로 추방된 성경 속 하갈의 후손임을 암시하는 경멸적인 용어이다. 러시아 법원은 18세기에 오스만 제국의 튀니스, 알제리, 트리폴리 타니아가 자치권을 얻은 사실을 알고 있었다. 예카테리나는 무슬림에 대한 부정적인 인식에도 불구하고, 무슬림을 잠재적인 동맹자로 접근하는 데 주저하지 않았다. 1769년 7월 15일, 그녀는 스피리도프에게 도발을 받지 않는 한 앞서 언급된 국가에 속한 선박을 공격하지 말라고 지시했고, 그에게 바르바리 국가를 오스만 제국의 군주에 대항하도록 촉구했다. 예카테리나의 계획은 튀니스와 알제리가 오스만 편에서 싸우면서 실현되지 않았고, 트리폴리의 알리 파샤와 오를로프의 서신은 의미 있는 결과를 가져오지 못했다.
1770년 말, 알리 베이는 신뢰하는 장군 무함마드 베이 아부 알-다하브가 지휘하는 4만 명의 군대를 팔레스타인으로 파견했다. 이 군대는 1771년 봄에 자히르의 군대와 합류하여 레반트의 여러 도시를 점령했다. 그러나 6월 초 다마스쿠스 가 함락된 직후, 오스만 요원들은 아부 알-다하브를 설득하여 알리 베이에게 등을 돌리게 했고, 그를 그의 군주 대신 이집트의 통치자로 임명하겠다고 약속했다. 아부 알-다하브는 군대를 이끌고 후퇴했고 이집트의 지배권을 놓고 전 주인과 권력 투쟁에 휘말렸다. 자히르는 셰이크국에서 고립되어 피할 수 없는 오스만 제국의 반격에 혼자서 맞서야 했다. 알리 베이는 러시아와 동맹을 맺으면 최근의 좌절을 뒤집을 수 있다고 확신했다. 12월에 1771년 2월, 그는 야쿠브라는 이름의 아르메니아 특사를 지중해 함대 사령부인 에게해의 파로스 섬으로 파견하여 오를로프를 만나 러시아에 동맹을 제안했다.
이 제안은 나중에 차리나에 의해 수락되었지만 그녀가 제안된 동맹에 대해 알게 된 것은 알리 베이가 더 이상 이집트를 통치하지 않은 이후였다. 그와 Abu al-Dhahab 사이의 대치가 마침내 무장 충돌로 확대되자 그는 나라를 떠나 동맹인 Zahir에게 피난을 가야 했다. 알리의 도주 사실을 모르고 오를로프의 명령으로 그와 접촉하라는 명령을 받은, 그리스인 부관장 리조가 지휘하는 분견대가 다미 에타로 항해를 떠났지만, 그의 운명을 알게 된 후 재빨리 항구를 떠났다. 그 후 비행대는 팔레스타인 해안을 따라 그를 수색했고 결국 6월 아크레 에서 그를 발견했다. 3. 리조는 나중에 북쪽으로 분견대를 보냈는데, 이 분견대는 티레 근처의 베이루트 에서 오스만 프리깃함을 요격했다. 그 사이 시돈 에서는 자히르의 6,000명의 소규모 군대가 드루즈파 병력을 포함한 30,000명의 오스만군에게 포위당하고 있었다. 리조의 함선은 오스만 공격자들을 포격하여 수비대에 합류했고 공격자들은 곧 철수했다.

## 첫 번째 점령
새로 결성된 연합군은 시돈에서 오스만군의 패배를 이용하고자, 당시 드루즈족이 통제하고 있던 작은 항구 도시인 베이루트로 러시아 함대를 파견하기로 결정했다. 연구자 윌리엄 페르센에 따르면, 이 원정의 목적은 드루즈파의 관심을 끌고 포르테 편을 든 데 대한 처벌이었으며, 항구를 봉쇄하면 이를 달성할 수 있었다. 베이루트는 또한 지금까지 오스만 통치하에 남아 있던 이 지역의 유일한 항구이기도 했다.
러시아와 포르테 사이의 최근 휴전 협정 을 알지 못했던 리조의 함대는 6월에 마을 해안에서 나타났다. 18년 티레와 아크레 분견대와 재통합되었다. 이 부대는 두 척의 호위함, Sv. 로 구성되었다. 니콜라이 와 성. 파벨, 폴라카 4척, 범요선 5척, 지벡선 4척. 주로 그리스와 알바니아 용병으로 구성된 보병 사단을 수송하고 있었다. 같은 날 도시에 대한 포격이 시작되었고 항구에 정박해 있던 오스만 군함은 침몰했다. 예카테리나 2세와 동양 의 저자인 오리앙은 이 사건에 대한 자신의 설명에서 리조가 베이루트 수비대에게 러시아 국기를 게양하고 조공을 바치라는 최후 통첩을 24시간 내에 내리라고 했다고 적었다. 해군 공세는 5일간 지속되었고 6월 상륙 부대의 실패한 공격이 포함되었다. 21. 2일간의 집중 포격 끝에 그들은 마침내 6월에 상륙했다. 23 그는 마을과 시장을 약탈하는 데 많은 시간을 보냈다. 약 55만 키르시 상당의 무역 상품과 현금이 약탈당했다. 러시아인들은 6월에 떠났다. 28일, 주변 산맥을 통치하던 드루즈 에미르인 유수프 시하브로부터 추가 지불을 받았다. 시합은 또한 연합과 4개월간의 동맹을 맺는 데 동의했다.

## 알리 베이의 반란의 종식
러시아군이 떠난 후 오스만 제국은 베이루트를 유수프 시하브의 레바논 산 에미리트 에 양도했다. Shihab은 이전에 Ali Bey 밑에서 복무했던 Ahmed Bey Jazzar 에게 마을 방어를 맡겼다. 알리는 아크레에서 동맹군들과 함께 베이루트를 포격하는 동안 사절인 야쿠브를 접견했다. 그는 예카테리나이 보낸 선물과 이집트 통치자와 러시아의 동맹에 대한 헌신을 확신시키는 우호적인 메시지를 싣고 러시아 호위함에 탑승했다. 하지만 알리는 그러한 단순한 제스처에 만족하지 못하고, 아부 알-다하브로부터 이집트를 탈환하기 위해 보병, 포병, 해군 지원의 형태로 러시아의 군사적 지원을 요청했다. 그는 이 메시지를 담아 새로운 사절을 오를로프에게 보냈다. 역사가 Édouard Lockroy에 따르면 그는 예루살렘의 기독교 성지에 대한 지배권을 러시아에게 제안했을 수도 있다.
오를로프는 알리에게 포르테와의 휴전 협정으로 자신이 구속받는다고 대답했다. 그는 소규모의 러시아 장교와 포병대를 지원하겠다고 약속했고, 상황이 허락하는 한 알리에게 필요한 모든 지원을 제공하겠다고 약속했다. 여름 동안 알리와 자히르의 군대는 야파 시를 포위했다. 9월에는 러시아 수송선이 도시 근처에 포병대를 상륙시키면서 포위 공격에 합류했다. 한 달 후 배는 오를로프에게 새로운 호소를 담은 채 출발했다. 파나이오티 알렉시아노(Panaiotti Alexiano) 중위가 지휘하는 또 다른 러시아 해군 분견대가 11월에 야파에 도착하여 다시 포격에 합류하고 알리에게 오를로프가 자신의 대의를 위해 대규모 함대를 위임할 계획이라고 알렸다. 알렉시아노의 함대는 호위함 Sv. Pavel 과 수많은 폴라카들이 있었고, 이전에는 Damietta에서 두 척의 바르바리 선박을 파괴하고 더 작은 선박 몇 척을 나포했다.
알리는 아부 알-다하브 진영에서 반항심이 퍼졌다는 소문과 이집트에서 점차 확산되고 있는 반대 여론을 주시했다. 그는 참을성을 잃고 1773년 4월에 러시아의 지원이 곧 도착할 것이라는 한 달 전의 약속에도 불구하고 소규모 부대를 이끌고 이집트로 출발했다. 알리의 군대는 카이로 근처에서 라이벌 군대에게 패배했다. 그는 포로로 잡혔고 며칠 후에 아마도 중독으로 사망했다. 그 사이 재즈르는 베이루트를 요새화하고 시하브와는 독립적으로 행동하기로 결정했으며, 도시에 대한 술탄의 권위만을 인정하겠다고 선언했다. Mikhail Gavrilovich Kozhukhov 대위가 지휘하는 Orlov의 약속된 함대는 6월에 아크레에 도착했다. 알리의 죽음을 듣고 코주코프는 자히르와 "우호 조약"을 맺는 데 동의했다.

## 두 번째 점령
코주코프는 7월 베이루트 해안에서 최소 222문의 대포를 갖춘 그의 편대를 이끌고 나타났다. 6. 1,200명의 알바니아 용병과 기동 포병부대를 수송한다. 자히르는 이미 시하브와 동맹을 협상했으나, 다마스쿠스의 파샤는 자자르에 대항해 시하브에게 지원을 거부했다. 그 뒤 이어진 한 달간의 협상에서 드루즈 에미르는 자히르와 그의 삼촌 아미르 무사 만수르를 통해 코주코프를 설득해 베이루트를 자신에게 넘기는 데 성공했다. 시하브는 30만 키르시의 조공을 바치고 그 마을을 러시아의 보호 하에 두게 되었다. 코주코프는 그의 군대가 1772년 러시아 침략자들이 했던 것처럼 마을을 약탈하지 않을 것이라고 약속했다. 양측은 러시아가 시하브가 전액 지불할 때까지 만수르를 인질로 잡아두는 데 동의했다.
전투 순서
베이루트에 나타났을 때, 코주코프의 함대는 다음과 같은 함선들로 구성되었다:
| 나데즈다 (코주코프) | 프리깃 | 32 |
| 세인트 파벨         | 프리깃 | 26 |
| 세인트 니콜라이     | 프리깃 | 26 |
| 낙시아              | 프리깃 | 22 |
| 슬라바              | 프리깃 | 16 |
| 세인트 알렉시       | 폴라카 | 20 |
| 세인트 안나         | 폴라카 | 20 |
| 세인트 예카테리나   | 폴라카 | 18 |
| 스닉스              | 폴라카 | 12 |
| 자비아카            | 스쿠너 | 18 |
| 6개의 범요선        |        |    |

8월에 포격이 시작되었다. 2 그리고 하루 종일 지속되어 항구 지역과 그 탑을 파괴했다. 도시의 프랑스 영사에 따르면 소음이 너무 커서 약 25마일(40km) 떨어진 시돈에서도 들릴 정도였다고 한다. 아랍 자료에 따르면 다마스쿠스에서도 들렸다고 한다. 베이루트의 많은 부분이 파괴되었지만, 재즈르는 항복을 거부했다. 코주코프는 지상 공격을 위해 군대와 포병대의 상륙을 명령했다. 성벽은 여러 군데에서 무너졌지만, 시합은 코주코프가 드루즈족에게 돈을 받고 그 마을을 인도한다는 협정을 이유로 군대를 투입해 마을을 공격하지 않았다. 코주코프는 해상 및 육지 봉쇄를 유지하여 마을의 식량 공급을 차단하기로 결정했다. 시하브와 자히르의 군대는 베카 에서 접근해 온 트리폴리의 파샤가 지휘하는 오스만 구호군을 격파했다.
J재즈르는 9월 말에 공격자들과 협상을 시작했다. 그는 시하브나 코주코프에게 복종하면 결국 처형당할 것을 두려워하여 대신 자히르에게 항복하고 그의 지휘를 받기로 제안했다. Jazzar는 10월에 베이루트를 항복했다. 10, 그 후 그는 800명의 마그레브 수비대와 함께 아크레로 떠났다. 공세가 끝날 무렵, 러시아군은 34명이 사망하고 96명이 부상당했다. 코주코프는 시하브와의 합의에 따라, 정박한 후에는 반 갤리선 두 척과 일부 무기를 압수하는 데 그쳤다. 후자가 러시아에 약속한 전액을 지불할 수 없게 되자, 코주코프는 드루즈족 인질인 만수르를 죽이겠다고 위협했다. 시합은 일부 금액을 지불했고, 코주코프는 나머지 금액을 지불한다는 조건으로 지불을 수락했다. 러시아 사령관과 그의 분대는 에게해로 떠났고, 가택 연금 중이던 만수르를 지키고 점령자로서 마을에 머물도록 300명의 알바니아 용병을 남겨 두었다.
알바니아인들은 1774년 1월 말 또는 2월 초까지 베이루트를 점령했지만 그들이 받아야 할 공물의 나머지를 받았는지는 불분명하다. 시돈의 프랑스 영사관 보고서에 따르면 점령군은 베이루트 위에 러시아 국기를 게양했고, 도시의 정문 위에는 예카테리나 대제의 큰 초상화를 게양했으며, 여행자들은 이에 경의를 표하도록 강요당했다.

## 여파와 유산

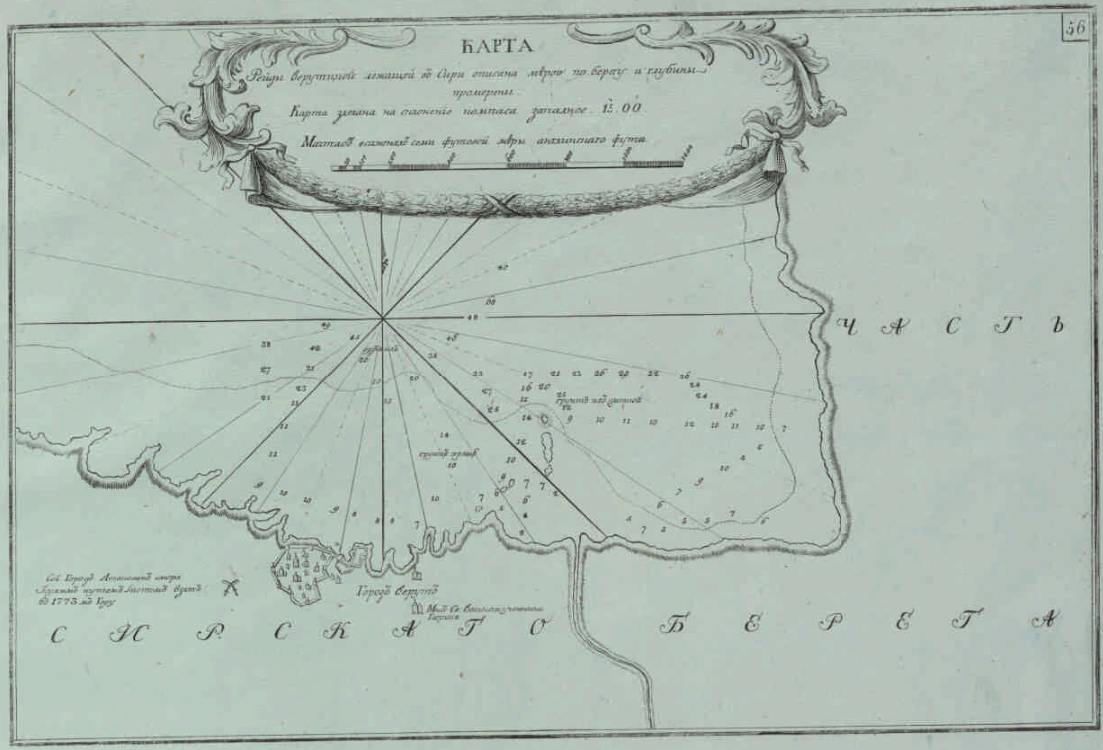
1788년에 인쇄된 군도 지도집 의 베이루트 지도

Jazzar와 그의 마그레브 용병들은 베이루트를 항복한 직후 Zahir의 진영에서 오스만 제국으로 이탈했다. 1774년 초 러시아군이 철수하고 같은 해에 퀴추크 카이나르차 조약이 체결되자 자히르는 혼자서 포르테의 보복에 맞서야 했다. 러시아-터키 평화 조약은 러시아가 지중해의 원하는 곳에 영사관을 설립하고 중동과의 무역로를 개설하며 성지에 있는 기독교 순례자들의 안전을 보장할 수 있도록 허용했지만 자히르나 러시아가 이 지역에서 획득한 전시 영토에 대해서는 언급하지 않았다. 자히르는 1775년 8월 이집트의 아부 알-다하브가 지휘한 오스만 군대가 아크레를 포위하던 중 사망했다. 시하브는 오스만 제국에 직접 반역한 적이 없으므로 오스만 제국으로부터 재빨리 사면받았다. 그러나 그는 최근 오스만 정부에 의해 시돈의 파샤로 임명된 재즈르의 과중한 세금으로 인해 1776년 베이루트를 항복하도록 압력을 받았다.
이 사건은 아랍 도시가 러시아의 지배를 받게 된 첫 사례일 뿐만 아니라 2세기 반 전 오스만이 이 지역을 정복한 이래 베이루트가 오스만의 지배를 받지 않은 첫 사례이기도 했다. "플라스 데 캐논(Place des Canons)"은 1773년에 베이루트 중심가 의 오늘날 순교자 광장 의 일반적인 이름이 되었다. 이 이름은 비공식적이기는 했지만 1950년대까지 사용되었다. 그것은 러시아인들이 광장에 주둔했던 대형 포병대를 언급한 것이었는데, 그 광장은 당시 성벽으로 둘러싸인 도시의 동쪽, 부르즈(Bourj)로 알려진 빈 지역이었다.
이 단명한 점령의 중요성은 그것을 분석한 소수의 역사가와 학자 사이에서 여전히 논쟁의 대상이다. 윌리엄 퍼슨(William Persen)은 1952년 이 사건을 평가하면서 점령을 단순히 "중동에 대한 서방의 새로운 침투 세력"으로 묘사하며 과소평가했다. 반면 P. 페르미노프(P. Perminov)와 같은 소련 학자들은 점령을 소련이 제3세계 국가의 민족 해방 운동에 지원한 현대 냉전 시대의 초기적 표현으로 묘사했다.

## 내용주
1. ↑  Çeşme is sometimes spelled "Chesma" or "Chesme".
2. ↑  By the time Yaqub reached Paros, Orlov had been gone for four days on a mission to Livorno. Spiridov, who had been in charge there, told Ali's envoy that he was not at liberty to form an alliance. Yaqub then sailed to Livorno, where he met Orlov, after which he travelled all the way to Saint Petersburg to pass the message to Catherine herself.[12]
3. ↑  According to Lusignan, a certain Amir Mahamut was appointed by the Greek captain Anton Psaro, as governor of Beirut, in response to calls by members of the local Greek Orthodox community for greater protection in the face of their Druze overlords. Lusignan, however, also designates April as the month in which the events take place, contradicting other accounts of this occupation.[17]
4. ↑  Some Arab chroniclers, such as Tannus al-Shidyaq, wrote that the Russians were fully repaid. On the other hand, Paul Masson, author of Histoire du commerce français dans le Levant au XVIIIe siècle, wrote that "100 purses" were never paid.[29]

## 참고 문헌
- 틀:Naval Wars in the Levant 1559–1853
- Gallant, Thomas W. (2015). 《The Edinburgh History of the Greeks, 1768 to 1913: The Long Nineteenth Century》. Edinburgh University Press. ISBN 978-0-7486-3605-1.
- Harris, William; Harris, William W. (2014). 《Lebanon: A History, 600–2011》. Oxford University Press. ISBN 978-0-19-021783-9.
- Khalaf, Samir (2013). 《Heart of Beirut: Reclaiming the Bourj》. Saqi. ISBN 978-0-86356-590-8.
- Mariti, Giovanni (1774). 《Istoria della guerra accesa nella Soría l'anno 1771: Dalle armi di Aly-Bey dell' Egitto e continovazione del successo a detto Aly-Bey fino a quest' anno 1772, Volume 2》 [History of the war in Syria in the year 1771: From the arms of Aly-Bey of Egypt and the further successes of the aforementioned Aly-Bey to the present year of 1772, Volume 2]. Stamperia Allegrini, Pisoni, e Comp.
- Persen, William (1955). “The Russian occupations of Beirut, 1772–74”. 《Journal of the Royal Central Asian Society》 42 (3–4): 275–286. doi:10.1080/03068375508731555.
- Philipp, Thomas (2001). 《Acre: The Rise and Fall of a Palestinian City, 1730–1831》. Columbia University Press. ISBN 978-0-231-12327-3.
- du Quenoy, Paul (2014). “Arabs under Tsarist Rule: The Russian Occupation of Beirut, 1773–1774”. 《Russian History》 41 (2): 128–141. doi:10.1163/18763316-04102002.
- Sicker, Martin (2001). 《The Islamic World in Decline: From the Treaty of Karlowitz to the Disintegration of the Ottoman Empire》. Greenwood Publishing Group. ISBN 978-0-275-96891-5.
- Smilianskaya, Irina; Velizhev, Michael; Smilianskaya, Elena (2011). 《Россия в Средиземноморье. Архипелагская экспедиция Екатерины Великой》 [Russia in the Mediterranean. The Archipelago expedition of Catherine the Great] (러시아어). Moscow: Indrik. ISBN 978-5-91674-129-2.
- Solov'ev, Sergeĭ M. (1991). 《The Rule of Catherine the Great: War, Diplomacy and Domestic Affairs, 1772–1774》. Academic International Press. ISBN 978-0-87569-122-0.

## 추가 읽기
- Michael F., Davie; Frumin, Mitia (2007). “Late 18th century Russian Navy maps and the first 3D visualization of the walled city of Beirut” (PDF). 《E-Perimetron》 2 (2): 52–65. 2018년 4월 21일에 원본 문서 (PDF)에서 보존된 문서. 2018년 5월 10일에 확인함.